# 14234 Davidhoover
14234 Davidhoover è un asteroide della fascia principale. Scoperto nel 1999, presenta un'orbita caratterizzata da un semiasse maggiore pari a 2,2637505 UA e da un'eccentricità di 0,1818224, inclinata di 7,54791° rispetto all'eclittica.